# Бабула, Милан
Милан Бабула (чеш. Milan Babula; род. 24 марта 1950) — чешский шахматист, международный мастер (1983).
Участник студенческого командного чемпионата мира (1974). Многократный участник командных чемпионатов Чехии. В чемпионате 2002/2003 годов в составе команды «TJ TŽ Třinec» — 1-е место.

## Изменения рейтинга
| Графики недоступны из-за технических проблем. См. информацию на Фабрикаторе и на mediawiki.org. |